# Vicente Castell Maiques
Vicente Castell Maiques (Algemesí, La Ribera Alta, País Valencià, 19 de febrer de 1918 – Algemesí, La Ribera Alta, País Valencià, 24 de maig de 1997) va ser un sacerdot, historiador i escriptor valencià.
Després de cursar els seus estudis primaris als maristes, el 1929 ingressà al Seminari Metropolità de València, i posteriorment, estudià Llatí al Col·legi de Vocacions Eclesiàstiques de Sant Josep i Filosofia al Seminari Menor de València. Després de la Guerra Civil, reingressà al seminari, gaudint d'una beca guanyada per oposició al Col·legi de Corpus Christi de València, i fou ordenat prevere el 1943. Va ser nomenat rector ecònom d'Argeleta i regent de Torre-xiva. Entre 1947 i 1951 fou secretari particular i majordom del bisbe de Mallorca. També fou consiliari del Col·legi de la Puresa i va col·laborar en l'organització dels Cursets de Cristiandat. Auspicià la construcció del nou seminari, la restauració del Palau Episcopal, la instal·lació del Museu Diocesà i la fundació de la Casa Diocesana d'Exercicis Espirituals. Més endavant continuà els estudis a la Pontifícia Universitat Gregoriana a Roma, on es llicencià el 1953, doctorant-se l'any següent en Història de l'Església. A més dels fons vaticans també va estudiar els arxius de Madrid, Barcelona, Tarragona, Vic, Osca o Toledo.
El 1955 va tornar a València, ampliant els seus estudis en paleografia i biblioteconomia, arxivística i diplomàtica, litúrgia, hagiografia, arqueologia cristiana, art, llatí medieval, espiritualitat i lingüística valenciana. El 1954 exercí com a capellà al Col·legi de La nostra Senyora de Loreto, el 1956 al Sagrat Cor de les Germanes Carmelites de la Caritat i, finalment, al Reial Monestir de la Puritat i Sant Jaume de les religioses clarisses, durant més de vint-i-cinc anys. El 1954 s'incorporà a l'església catedral de València com a subsacristà, el 1957 com a beneficiat, i el 1969 com a canonge, regint la dignitat de xantre a partir del 1982. Del 1954 al 1969 va dirigir la instal·lació del Museu Catedralici, col·laborant en la restauració del temple, i el 1979 va fer el mateix amb la capella del Sant Calze. Entre el 1965 i el 1978 va presidir la Comissió Diocesana d'Art Sacre, col·laborant en l'adaptació dels temples a les noves normes de la litúrgia del Concili Vaticà II. També s'encarregà de la preparació de les regles per a la confecció del Fitxer Inventari Artístic, i com a antic col·legial del Reial Col·legi Seminari de Corpus Christi, de la catalogació del seu arxiu. El 1967 envià una comunicació al VIIIè Congrés d'Història de la Corona d'Aragó, a València, on va exposar els seus antecedents, organització moderna i interessants fons del segle XVI. El 1976 va ser nomenat director de l'Arxiu Metropolità, i aquell mateix any la cúria metropolitana el va designar director del Butlletí Oficial de l'Arquebisbat, actuant, fins i tot, com a redactor de les seves seccions “Directori pastoral” i “Bibliografia”. Per aquelles dates, és nomenat delegat del Patrimoni Documental i Bibliogràfic de l'Arxidiòcesi de València i atendrà una vocalia a la Comissió Mixta de Monuments i de la Comissió Assessora del Patrimoni Artístic.

## Reconeixements
- Alta distinció Francesc de Vinatea (1996), concedida per la Mesa del Parlament del País Valencià.

## Publicacions[1][3]
- La nueva edición del misal románico(1963)
- De la Valencia romana (1970)
- "Problemas históricos en torno a San Vicente Mártir", Anales del Centro de Cultura Valenciana, Núm. 55, p. 143-182 (1970)
- "La provincia eclesiástica valentina: precedentes y justificación histórica: discurso pronunciado... por Vicente Castell Maiques y contestación por Sr. Barón de Terrateig", Anales del Centro de Cultura Valenciana, Númº. 55, p. 27-115, amb Jesús Manglano y Cucaló de Montull, barón de Terrateig (1970)
- "La pintura medieval valenciana. Temas y fuentes literarias: discurso leído... por el Ilmo. Sr. D. Miguel Aangel Catalá... y contestación del M. I. Sr. D. Vicente Castell Maiques", Archivo de arte valenciano, Núm. 48, p. 117-128, amb Miguel Angel Catalá Gorgues (1977)
- "La Catedral de Valencia, expresión de fe, arte y cultura: discurso de ingreso... D. Vicente Castell Maiques, y contestación del Ilmo. Sr. D. Martín Domínguez Barberá", Archivo de arte valenciano, Núm. 48, p. 97-116, amb Martí Domínguez (1977)
- "El nuevo Museo Parroquial de Algemesí", Archivo de arte valenciano, Núm. 50, p. 133 (1979)
- "Martín Domínguez", Archivo de arte valenciano, Núm. 65, p. 95 (1984)
- "El santoral hispano-mozárabe en la diócesis de Valencia", Memoria ecclesiae, Núm. 2, p. 281-290 (1991)
- "Hagiotoponimia de San Vicente, Protomártir de Valencia", Memoria ecclesiae, Núm. 3, p. 255-299 (1992)
- Alejandro VI, Papa valenciano, amb Ángel Sánchez de la Torre i Mariano Peset Reig (1994)
- "El procés sobre l'ordenacio de l'iglesia valentina (1238-1246), Revista de filologia valenciana, Núm. 3, p. 149-156 (1996)
- "Proceso sobre la ordenación de la iglesia valentina (1238-1246) (M. Aurell)", Revue historique, Núm. 607, p. 699 (1998)
- "Els mossaraps: el cristianisme en Valencia abans de Jaume I", Revista de filologia valenciana, Núm. 11, p. 159-176 (2004)